# Jurij Susloparov
Jurij Susloparov (ukrajinsky Юрій Володимирович Суслопаров, 14. srpna 1958 Charkov – 28. května 2012 Pavlovskaja Sloboda) byl ukrajinský fotbalista, obránce, který reprezentoval někdejší Sovětský svaz. Zemřel 28. května 2012 ve věku 53 let na infarkt myokardu.

## Fotbalová kariéra
Začínal v FK Metalist Charkov. V nejvyšší soutěži Sovětského svazu hrál za FK Karpaty Lvov, FK Torpedo Moskva FK Spartak Moskva. Se Spartakem Moskva získal v letech 1987 a 1989 mistrovský titul. V Poháru mistrů evropských zemí nastoupil ve 2 utkáních, v Poháru vítězů pohárů nastoupil ve 2 utkáních a v Poháru UEFA nastoupil v 11 utkáních. Za reprezentaci Sovětského svazu nastoupil v letech 1981–1982 v 7 utkáních. Byl členem reprezentace Sovětského svazu na Mistrovství světa ve fotbale 1982, nastoupil v utkání s Brazílií. S reprezentací Sovětského svazu získal v roce 1980 titul mistra Evropy do 21 let.

## Ligová bilance
| Ročník                               | Zápasy | Góly | Klub                |
| ------------------------------------ | ------ | ---- | ------------------- |
| Sovětská fotbalová Vtoraja liga 1976 | -      | -    | FK Metalist Charkov |
| Sovětská fotbalová Vysšaja liga 1977 | 3      | 0    | FK Karpaty Lvov     |
| Sovětská fotbalová Pervaja liga 1978 | 37     | 0    | FK Karpaty Lvov     |
| Sovětská fotbalová Pervaja liga 1979 | 38     | 3    | FK Karpaty Lvov     |
| Sovětská fotbalová Vysšaja liga 1980 | 26     | 6    | FK Karpaty Lvov     |
| Sovětská fotbalová Vysšaja liga 1981 | 31     | 6    | FK Torpedo Moskva   |
| Sovětská fotbalová Vysšaja liga 1982 | 22     | 3    | FK Torpedo Moskva   |
| Sovětská fotbalová Vysšaja liga 1983 | 5      | 0    | FK Torpedo Moskva   |
| Sovětská fotbalová Vysšaja liga 1984 | 32     | 3    | FK Torpedo Moskva   |
| Sovětská fotbalová Vysšaja liga 1985 | 25     | 2    | FK Torpedo Moskva   |
| Sovětská fotbalová Vysšaja liga 1986 | 20     | 0    | FK Spartak Moskva   |
| Sovětská fotbalová Vysšaja liga 1987 | 23     | 0    | FK Spartak Moskva   |
| Sovětská fotbalová Vysšaja liga 1988 | 13     | 1    | FK Spartak Moskva   |
| Sovětská fotbalová Vysšaja liga 1989 | 12     | 0    | FK Spartak Moskva   |
| Sovětská fotbalová Vysšaja liga 1990 | 12     | 0    | FK Spartak Moskva   |
| CELKEM 1. liga                       | 224    | 21   |                     |